# Hemadas nubilipennis
Hemadas nubilipennis (лат.) — вид мелких хальцидоидных наездников, единственный в составе рода Hemadas и подсемейства Hemadinae van Noort, Burks, Mitroiu and Rasplus, 2024 из семейства Ormyridae. Неарктика (Канада и США).

## Описание
Длина около 2 мм. Тело темно-зелёное с желтовато-коричневыми ногами. Формула усиков 11264; сенсиллы мультипоровых пластинок крупные, в один или два неправильных ряда на каждом членике жгутика. Наличник с апикальным краем почти прямым, но волнистым, в крайнем случае широко и неглубоко выемчатым медиально; постгенальный мост открыт, отделен нижним тенториальным мостом; постгенальная пластинка отсутствует; френальная линия окаймлена латерально, но медиально обозначена только более или менее выраженным изменением скульптуры. Стигмальная жилка переднего крыла находится под углом около 80° к постмаргинальной жилке. Ункус очень длинный. Коготки лапок с рудиментарным бугорком.

## Биология
Hemadas nubilipennis — галлообразователь на чернике Vaccinium angustifolium (Вересковые). Hemadas широко известен как Blueberry stem gall wasp (стеблевая галловая оса черники). Атакуется по меньшей мере тремя паразитоидными наездниками: Ormyrus vacciniicola, Eurytoma solenozophaeriae и Sycophila vacciniicola (оба — Eurytomidae).

## Таксономия
Вид был впервые описан в 1887 году под названием Megorismus nubilipennis Ashmead, 1887, выделен в отдельный род Hemadas Crawford, 1909 и отдельное подсемейство Hemadinae van Noort, Burks, Mitroiu and Rasplus, 2024 из семейства Ormyridae.